# Marfa (Teksas)
Marfa je grad u američkoj saveznoj državi Teksas. Prema popisu stanovništva iz 2010. u njemu je živjelo 1.981 stanovnika.